# Трисилицид пентанеодима
Трисилицид пентанеодима — бинарное неорганическое соединение
неодима и кремния
с формулой Nd5Si3,
кристаллы.

## Получение
- Сплавление стехиометрических количеств чистых веществ:

{\displaystyle {\mathsf {5Nd+3Si\ {\xrightarrow {1445^{o}C}}\ Nd_{5}Si_{3}}}}

## Физические свойства
Трисилицид пентанеодима образует кристаллы
тетрагональной сингонии,
пространственная группа I 4/mcm,
параметры ячейки a = 0,7768 нм, c = 1,369 нм, Z = 4.